# Mike Capuano
Pour les articles homonymes, voir Capuano.
Michael Everett Capuano dit Mike Capuano, né le 9 janvier 1952 à Somerville (Massachusetts), est un homme politique américain, élu démocrate du Massachusetts à la Chambre des représentants des États-Unis de 1999 à 2019.

## Biographie

### Jeunesse et débuts en politique
Mike Capuano est originaire de Somerville dans le comté de Middlesex au Massachusetts. Après des études au Dartmouth College et au Boston College, il devient avocat. Il est le chef des services juridiques de la commission des finances de la législature du Massachusetts de 1978 à 1984.
Il est élu une première fois au conseil municipal de sa ville natale entre 1977 et 1979. Après avoir échoué à être élu maire en 1979 et 1981, il retrouve le conseil municipal en 1985 et devient maire de Somerville en 1990. Il tente d'être élu secrétaire d'État du Massachusetts en 1994 mais est battu lors de la primaire démocrate. En 1998, il préside l'association des municipalités du Massachusetts.

### Représentant des États-Unis
En 1998, il est candidat à la Chambre des représentants des États-Unis dans le 8e district du Massachusetts. Dans ce bastion démocrate, il remporte la primaire avec 23 % des voix et devance notamment l'ancien maire de Boston Ray Flynn qui réunit 17 % des suffrages et plusieurs candidats millionnaires. Il est élu représentant en rassemblant 81,7 % des voix et succède ainsi à Joseph P. Kennedy II. Entre 2000 et 2010, il est réélu tous les deux ans avec plus de 90 % des suffrages, le plus souvent sans opposant républicain.
En 2009, il se présente au Sénat des États-Unis après le décès de Ted Kennedy. Durant sa campagne, il met en avant son expérience de législateur. Avec 28 % des voix, il arrive en deuxième position de la primaire démocrate derrière la procureure générale de l'État Martha Coakley à 47 %. Un mois plus tard, Coakley perd l'élection face au républicain Scott Brown.
Avant les élections de 2012, sa circonscription à la Chambre des représentants est redessinée et devient le 7e district, qui comprend toujours l'essentiel de Boston et une partie de sa banlieue. Capuano est reconduit pour un nouveau mandat avec 83,4 % des suffrages devant l'indépendante Karla Romero (16,3 %). Il est réélu avec 98,3 % des voix en 2014.
Candidat à un nouveau mandat en 2018, Capuano affronte la conseillère municipale afro-américaine Ayanna Pressley. Les deux candidats ayant des positions politiques proches, l’enjeu est davantage de désigner la personne qui représentera le mieux cette circonscription où les minorités ethniques sont majoritaires,. Le sortant est soutenu par le maire de Boston Martin Walsh ainsi que de nombreux syndicats et personnalités politiques dont Deval Patrick (premier gouverneur afro-américain de l’État) et John Lewis (figure du mouvement des droits civiques). De son côté, Pressley reçoit le soutien de la procureure générale de l’État Maura Healey et du Boston Globe. Après la victoire surprise d’Alexandria Ocasio-Cortez à New York face à un député sortant, la campagne de Pressley attire l’attention des médias,. Capuano lève deux fois plus de fonds que Pressley (1,7 million de dollars) et diffuse de nombreuses publicités vantant ses positions progressistes et son opposition à Donald Trump. Il est cependant battu lors de la primaire démocrate, ne rassemblant que 41 % des voix.